# Troisième circonscription du Rhône
La troisième circonscription du Rhône est l'une des 14 circonscriptions législatives que compte le département français du Rhône (69), situé en région Auvergne-Rhône-Alpes. Depuis 2015, elle est située entièrement dans la métropole de Lyon.
La circonscription est l'une des quatre de la ville de Lyon, couvrant la partie ouest de son 3e arrondissement, la partie nord de son 7e arrondissement et la partie centrale de son 8e arrondissement. Elle était représentée à l'Assemblée nationale lors de la XVIe législature de la Cinquième République par Marie-Charlotte Garin, députée Les Écologistes.

## Description géographique et démographique

### De 1958 à 1986
Le département avait dix circonscriptions.
En 1973, trois nouvelles circonscriptions ont été ajoutées.
La troisième circonscription du Rhône était composée de :
- canton de Lyon-III
- canton de Lyon-IV

Source : Journal officiel du 14-15 Octobre 1958.

### Depuis 1988
La troisième circonscription du Rhône est délimitée par le découpage électoral de la loi no 86-1197 du 24 novembre 1986 et regroupe les divisions administratives suivantes : cantons de Lyon-IX, Lyon-X, Lyon-XII (partie située à l’ouest d'une ligne définie par l'axe des voies ci-après : rue Feuillat, rue Maryse-Bastié, avenue Paul-Santy, passage Comtois et avenue du Général-Frère), Lyon-XIII (partie non comprise dans la 1re circonscription).
D'après le recensement général de la population en 1999, réalisé par l'Institut national de la statistique et des études économiques (Insee), la population de cette circonscription était estimée à 111 033 habitants,, mineurs, majeurs en tutelle, étrangers, privés de droits civique et non inscrits sur les listes électorales compris.

## Historique des députations

### Depuis 1988
| Législature | Début de mandat | Fin de mandat  | Député                | Parti politique | Observations                                                                                                   |
| ----------- | --------------- | -------------- | --------------------- | --------------- | --- |
| IXe         | 23 juin 1988    | 1er avril 1993 | Jean-Michel Dubernard | RPR             | |
| Xe          | 2 avril 1993    | 21 avril 1997  | Jean-Michel Dubernard | RPR             | Mandat écourté à la suite d'une dissolution parlementaire décidée par Jacques Chirac.                          |
| XIe         | 12 juin 1997    | 18 juin 2002   | Jean-Michel Dubernard | RPR             | |
| XIIe        | 19 juin 2002    | 19 juin 2007   | Jean-Michel Dubernard | UMP             | Également Président de la Commission des Affaires culturelles, familiales et sociales de l'Assemblée nationale |
| XIIIe       | 20 juin 2007    | 19 juin 2012   | Jean-Louis Touraine   | PS              | |
| XIVe        | 20 juin 2012    | 20 juin 2017   | Jean-Louis Touraine   | PS              | |
| XVe         | 21 juin 2017    | 21 juin 2022   | Jean-Louis Touraine   | LREM            | |
| XVIe        | 22 juin 2022    | 9 juin 2024    | Marie-Charlotte Garin | EÉLV            | Mandat écourté à la suite d'une dissolution parlementaire décidée par Emmanuel Macron.                         |
| XVIIe       | 8 juillet 2024  | En cours       | Marie-Charlotte Garin | LÉ              | |

## Historique des élections

### Élections de 1958
|                | Jacques Soustelle élu | UNR            | 25 133 | 62,31  |  |  |  |
|                | Auguste Hugonnier     | PCF            | 5 224  | 12,95  |  |  |  |
|                | Lucien Degoutte       | Radsoc         | 2 874  | 7,12   |  |  |  |
|                | Jean Blanchet         | SFIO           | 2 818  | 6,99   |  |  |  |
|                | Henri Quay            | MRP            | 2 004  | 4,97   |  |  |  |
|                | Antoine Croset        | Extrême droite | 1 561  | 3,87   |  |  |  |
|                | Marceau Payant        | Divers         | 724    | 1,79   |  |  |  |
|                |                       |                |        |        |  |  |  |
| Inscrits       | Inscrits              | Inscrits       | 55 994 | 100,00 |  |  |  |
| Abstentions    | Abstentions           | Abstentions    | 14 920 | 26,65  |  |  |  |
| Votants        | Votants               | Votants        | 41 074 | 73,35  |  |  |  |
| Blancs et nuls | Blancs et nuls        | Blancs et nuls | 736    | 1,79   |  |  |  |
| Exprimés       | Exprimés              | Exprimés       | 40 338 | 98,21  |  |  |  |

Le suppléant de Jacques Soustelle était Charles Béraudier, adjoint au maire de Lyon. Charles Béraudier remplaça Jacques Soustelle, nommé membre du gouvernement, du 9 février 1959 au 9 octobre 1962.

### Élections de 1962
| Candidat       | Candidat                  | Parti          | Premier tour | Premier tour | Second tour | Second tour |  |
| Candidat       | Candidat                  | Parti          | Voix         | %            | Voix        | %           |  |
| -------------- | ------------------------- | -------------- | ------------ | ------------ | ----------- | ----------- |  |
|                | Édouard Charret élu       | UNR-UDT        | 12 397       | 38,54        | 17 242      | 54,49       |  |
|                | Joannès Ambre             | Radsoc         | 5 241        | 16,29        | Retrait     | Retrait     |  |
|                | Germaine Gacon            | PCF            | 5 200        | 16,17        | 7 409       | 23,41       |  |
|                | Charles Béraudier sortant | diss. UNR-UDT  | 4 255        | 13,23        | 6 993       | 22,1        |  |
|                | Pol Joatton               | MRP            | 2 777        | 8,63         | Retrait     | Retrait     |  |
|                | Marcel Diserens           | Modérés        | 2 298        | 7,14         | Retrait     | Retrait     |  |
|                |                           |                |              |              |             |             |  |
| Inscrits       | Inscrits                  | Inscrits       | 54 412       | 100,00       | 54 612      | 100,00      |  |
| Abstentions    | Abstentions               | Abstentions    | 21 380       | 39,29        | 21 469      | 39,31       |  |
| Votants        | Votants                   | Votants        | 33 032       | 60,71        | 33 143      | 60,69       |  |
| Blancs et nuls | Blancs et nuls            | Blancs et nuls | 864          | 2,62         | 1 499       | 4,52        |  |
| Exprimés       | Exprimés                  | Exprimés       | 32 168       | 97,38        | 31 644      | 95,48       |  |

Le suppléant d'Édouard Charret était Paul Honel, conducteur électricien SNCF, militant syndicaliste.

### Élections de 1967
| Candidat       | Candidat                      | Parti          | Premier tour | Premier tour | Second tour | Second tour |  |
| Candidat       | Candidat                      | Parti          | Voix         | %            | Voix        | %           |  |
| -------------- | ----------------------------- | -------------- | ------------ | ------------ | ----------- | ----------- |  |
|                | Édouard Charret sortant réélu | UD-Ve          | 13 824       | 37,8         | 16 051      | 44,67       |  |
|                | Jacques Soustelle             | Modérés        | 7 934        | 21,7         | 9 490       | 26,41       |  |
|                | Jean Capiévic                 | PCF            | 5 290        | 14,47        | 10 388      | 28,91       |  |
|                | Georges Méfret                | FGDS (Radical) | 4 444        | 12,15        |             |             |  |
|                | Jean Genéty                   | CD (PDM)       | 2 986        | 8,17         |             |             |  |
|                | Suzanne Gerbe                 | PSU            | 2 089        | 5,71         |             |             |  |
|                |                               |                |              |              |             |             |  |
| Inscrits       | Inscrits                      | Inscrits       | 49 923       | 100,00       | 49 923      | 100,00      |  |
| Abstentions    | Abstentions                   | Abstentions    | 12 700       | 25,44        | 13 270      | 26,58       |  |
| Votants        | Votants                       | Votants        | 37 223       | 74,56        | 36 653      | 73,42       |  |
| Blancs et nuls | Blancs et nuls                | Blancs et nuls | 656          | 1,76         | 724         | 1,98        |  |
| Exprimés       | Exprimés                      | Exprimés       | 36 567       | 98,24        | 35 929      | 98,02       |  |

Le suppléant d'Édouard Charret était Paul Honel, retraité SNCF.

### Élections de 1968
|                | Édouard Charret sortant réélu | UDR (URP)      | 19 948 | 57,93  |  |  |  |
|                | Claude Bernardin              | FGDS (CIR)     | 7 221  | 20,97  |  |  |  |
|                | Jean Capiévic                 | PCF            | 4 935  | 14,33  |  |  |  |
|                | Suzanne Gerbe                 | PSU            | 2 330  | 6,77   |  |  |  |
|                |                               |                |        |        |  |  |  |
| Inscrits       | Inscrits                      | Inscrits       | 47 792 | 100,00 |  |  |  |
| Abstentions    | Abstentions                   | Abstentions    | 12 368 | 25,88  |  |  |  |
| Votants        | Votants                       | Votants        | 35 424 | 74,12  |  |  |  |
| Blancs et nuls | Blancs et nuls                | Blancs et nuls | 990    | 2,79   |  |  |  |
| Exprimés       | Exprimés                      | Exprimés       | 34 434 | 97,21  |  |  |  |

Le suppléant d'Édouard Charret était Paul Honel.

### Élections de 1973
| Candidat       | Candidat                | Parti                     | Premier tour | Premier tour | Second tour | Second tour |  |
| Candidat       | Candidat                | Parti                     | Voix         | %            | Voix        | %           |  |
| -------------- | ----------------------- | ------------------------- | ------------ | ------------ | ----------- | ----------- |  |
|                | Jacques Soustelle élu   | Divers droite (MR)        | 7 032        | 23,1         | 17 073      | 57,37       |  |
|                | Georges Méfret          | MRG (UGSD)                | 4 851        | 15,94        | 12 333      | 41,44       |  |
|                | Édouard Charret sortant | Divers droite (Gaulliste) | 4 846        | 15,92        | 356         | 1,2         |  |
|                | Jean Crouzet            | CDP (URP)                 | 4 829        | 15,86        | Retrait     | Retrait     |  |
|                | Maurice Moissonnier     | PCF                       | 4 561        | 14,98        | Retrait     | Retrait     |  |
|                | François Priolet        | Divers droite (Gaulliste) | 2 269        | 7,45         |             |             |  |
|                | Jean-Louis Gass         | PSU                       | 1 469        | 4,83         |             |             |  |
|                | Janette Habel           | LCR                       | 584          | 1,92         |             |             |  |
|                |                         |                           |              |              |             |             |  |
| Inscrits       | Inscrits                | Inscrits                  | 42 823       | 100,00       | 42 823      | 100,00      |  |
| Abstentions    | Abstentions             | Abstentions               | 11 702       | 27,33        | 11 905      | 27,8        |  |
| Votants        | Votants                 | Votants                   | 31 121       | 72,67        | 30 918      | 72,2        |  |
| Blancs et nuls | Blancs et nuls          | Blancs et nuls            | 680          | 2,19         | 1 156       | 3,74        |  |
| Exprimés       | Exprimés                | Exprimés                  | 30 441       | 97,81        | 29 762      | 96,26       |  |

La suppléante de Jacques Soustelle était Simone Balas, adjointe au maire de Lyon.

### Élections de 1978
| Candidat       | Candidat                  | Parti          | Premier tour | Premier tour | Second tour | Second tour |  |
| Candidat       | Candidat                  | Parti          | Voix         | %            | Voix        | %           |  |
| -------------- | ------------------------- | -------------- | ------------ | ------------ | ----------- | ----------- |  |
|                | Michel Noir élu           | RPR            | 7 501        | 25,68        | 17 423      | 58,35       |  |
|                | Pierre Laréal             | PS             | 6 244        | 21,38        | 12 434      | 41,65       |  |
|                | Jacques Soustelle sortant | UDF (Rad)      | 5 790        | 19,82        | Retrait     | Retrait     |  |
|                | Mireille Elmalan          | PCF            | 3 781        | 12,94        |             |             |  |
|                | Raymond Lecerf            | Écologie 78    | 2 015        | 6,9          |             |             |  |
|                | Robert Girard             | CNIP           | 1 853        | 6,34         |             |             |  |
|                | Paul Honel                | Divers droite  | 987          | 3,38         |             |             |  |
|                | Dominique Ghisoni         | CCA            | 366          | 1,25         |             |             |  |
|                | André Sorba               | LO             | 282          | 0,97         |             |             |  |
|                | Henri Marchand            | Divers droite  | 197          | 0,67         |             |             |  |
|                | Frédéric Aimard           | NAR            | 127          | 0,43         |             |             |  |
|                | Pierre-Jean Lubiato       | UOPDP          | 68           | 0,23         |             |             |  |
|                |                           |                |              |              |             |             |  |
| Inscrits       | Inscrits                  | Inscrits       | 39 910       | 100,00       | 39 910      | 100,00      |  |
| Abstentions    | Abstentions               | Abstentions    | 10 261       | 25,71        | 9 493       | 23,79       |  |
| Votants        | Votants                   | Votants        | 29 649       | 74,29        | 30 417      | 76,21       |  |
| Blancs et nuls | Blancs et nuls            | Blancs et nuls | 438          | 1,48         | 560         | 1,84        |  |
| Exprimés       | Exprimés                  | Exprimés       | 29 211       | 98,52        | 29 857      | 98,16       |  |

Le suppléant de Michel Noir était Jean-Paul Bonnet, avocat.

### Élections de 1981
| Candidat       | Candidat                  | Parti          | Premier tour | Premier tour | Second tour | Second tour |  |
| Candidat       | Candidat                  | Parti          | Voix         | %            | Voix        | %           |  |
| -------------- | ------------------------- | -------------- | ------------ | ------------ | ----------- | ----------- |  |
|                | Michel Noir sortant réélu | RPR (UNM)      | 11 305       | 48,76        | 13 934      | 56,59       |  |
|                | Pierre Laréal             | PS             | 7 428        | 32,04        | 10 687      | 43,41       |  |
|                | Yves Fournel              | PCF            | 1 715        | 7,40         |             |             |  |
|                | Patrick Van Haecke        | Divers droite  | 1 360        | 5,87         |             |             |  |
|                | Raymond Lecerf            | MÉP            | 667          | 2,88         |             |             |  |
|                | Jean Chabert              | PSU            | 446          | 1,92         |             |             |  |
|                | Daniel-Louis Burdeyron    | FN             | 193          | 0,83         |             |             |  |
|                | Brigitte Ghisoni          | CCA            | 73           | 0,31         |             |             |  |
|                |                           |                |              |              |             |             |  |
| Inscrits       | Inscrits                  | Inscrits       | 37 046       | 100,00       | 37 046      | 100,00      |  |
| Abstentions    | Abstentions               | Abstentions    | 13 705       | 36,99        | 12 205      | 32,95       |  |
| Votants        | Votants                   | Votants        | 23 341       | 63,01        | 24 841      | 67,05       |  |
| Blancs et nuls | Blancs et nuls            | Blancs et nuls | 154          | 0,66         | 220         | 0,89        |  |
| Exprimés       | Exprimés                  | Exprimés       | 23 187       | 99,34        | 24 621      | 99,11       |  |

La suppléante de Michel Noir était Marie-Françoise Frobert, mère de famille.

### Élections de 1988
| Candidat       | Candidat                            | Parti          | Premier tour | Premier tour | Second tour | Second tour |  |
| Candidat       | Candidat                            | Parti          | Voix         | %            | Voix        | %           |  |
| -------------- | ----------------------------------- | -------------- | ------------ | ------------ | ----------- | ----------- |  |
|                | Jean-Michel Dubernard sortant réélu | RPR (URC)      | 15 425       | 44,98        | 20 426      | 58,15       |  |
|                | Jean-Pierre Flaconnèche             | PS             | 10 794       | 31,47        | 14 700      | 41,85       |  |
|                | Maurice Depierre                    | FN             | 5 143        | 15           |             |             |  |
|                | René Chevailler                     | PCF            | 2 932        | 8,55         |             |             |  |
|                |                                     |                |              |              |             |             |  |
| Inscrits       | Inscrits                            | Inscrits       | 58 091       | 100,00       | 58 091      | 100,00      |  |
| Abstentions    | Abstentions                         | Abstentions    | 23 368       | 40,23        | 22 270      | 38,34       |  |
| Votants        | Votants                             | Votants        | 34 723       | 59,77        | 35 821      | 61,66       |  |
| Blancs et nuls | Blancs et nuls                      | Blancs et nuls | 429          | 1,24         | 695         | 1,94        |  |
| Exprimés       | Exprimés                            | Exprimés       | 34 294       | 98,76        | 35 126      | 98,06       |  |

La suppléante de Jean-Michel Dubernard était Simone André, UDF, Vice-Présidente du Conseil Général, conseillère générale du canton de Lyon-IX, adjointe au maire de Lyon.

### Élection partielle de 1991
Une élection législative partielle est organisée les 27 janvier et 3 février 1991 à la suite de la démission de Jean-Michel Dubernard (RPR).
| Candidat              | Parti       | %     | Voix  |
| --------------------- | ----------- | ----- | ----- |
| Jean-Michel Dubernard | DVD         | 40,14 | 6 380 |
| Alain Breuil          | FN          | 18,64 | 2 964 |
| Yvon Deschamps        | PS          | 14,13 | 2 247 |
| Pierre Botton         | soutien RPR | 11,55 | 1 852 |
| René Chevailler       | PCF         | 6,20  | 986   |
| Jean Brière           | Les Verts   | 5,98  | 951   |
| Roland Roux           | CNIP        | 3,23  | 514   |

| Candidat              | Parti | %     | Voix |
| --------------------- | ----- | ----- | ---- |
| Jean-Michel Dubernard | DVD   | 71,69 |      |
| Alain Breuil          | FN    | 28,31 |      |

### Élections de 1993
| Candidat       | Candidat                            | Parti          | Premier tour | Premier tour | Second tour | Second tour |  |
| Candidat       | Candidat                            | Parti          | Voix         | %            | Voix        | %           |  |
| -------------- | ----------------------------------- | -------------- | ------------ | ------------ | ----------- | ----------- |  |
|                | André Soulier                       | UDF (PR)       | 9 459        | 26,1         | 13 482      | 47,27       |  |
|                | Jean-Michel Dubernard sortant réélu | Divers droite  | 7 805        | 21,53        | 15 041      | 52,73       |  |
|                | Alain Breuil                        | FN             | 6 248        | 17,24        |             |             |  |
|                | Yvon Deschamps                      | PS (ADFP)      | 5 340        | 14,73        |             |             |  |
|                | Michel Chomarat                     | GÉ (EÉ)        | 2 501        | 6,9          |             |             |  |
|                | René Chevailler                     | PCF            | 2 379        | 6,56         |             |             |  |
|                | Bernard Huissoud                    | Divers         | 1 090        | 3,01         |             |             |  |
|                | Pascale Monteil                     | LT-LNÉ         | 617          | 1,7          |             |             |  |
|                | Françoise Leclet                    | LO             | 556          | 1,53         |             |             |  |
|                | Jack Crozet                         | PT             | 250          | 0,69         |             |             |  |
|                |                                     |                |              |              |             |             |  |
| Inscrits       | Inscrits                            | Inscrits       | 57 190       | 100,00       | 57 190      | 100,00      |  |
| Abstentions    | Abstentions                         | Abstentions    | 19 541       | 34,17        | 23 649      | 41,35       |  |
| Votants        | Votants                             | Votants        | 37 649       | 65,83        | 33 541      | 58,65       |  |
| Blancs et nuls | Blancs et nuls                      | Blancs et nuls | 1 404        | 3,73         | 5 018       | 14,96       |  |
| Exprimés       | Exprimés                            | Exprimés       | 36 245       | 96,27        | 28 523      | 85,04       |  |

La suppléante de Jean-Michel Dubernard était Marie-Chantal Desbazeille, maire du 7ème arrondissement de Lyon.

### Élections de 1997
| Candidat       | Candidat                            | Parti          | Premier tour | Premier tour | Second tour | Second tour |  |
| Candidat       | Candidat                            | Parti          | Voix         | %            | Voix        | %           |  |
| -------------- | ----------------------------------- | -------------- | ------------ | ------------ | ----------- | ----------- |  |
|                | Jean-Michel Dubernard sortant réélu | RPR            | 9 975        | 28,61        | 20 117      | 55,54       |  |
|                | Jean-Louis Touraine                 | PS             | 8 631        | 24,75        | 16 103      | 44,46       |  |
|                | Liliane Boury                       | FN             | 6 210        | 17,81        |             |             |  |
|                | Marie-Chantal Desbazeille           | diss. RPR      | 3 655        | 10,48        |             |             |  |
|                | Louis Lévêque                       | PCF            | 1 798        | 5,16         |             |             |  |
|                | Françoise Leclet                    | LO             | 1 032        | 2,96         |             |             |  |
|                | Alain Cabanes                       | PE             | 760          | 2,18         |             |             |  |
|                | Alain Domanski                      | LDI (MPF)      | 751          | 2,15         |             |             |  |
|                | Emmanuel Raskin                     | GÉ             | 700          | 2,01         |             |             |  |
|                | Denis Le Touzé                      | AREV           | 607          | 1,74         |             |             |  |
|                | Françoise Chalons                   | LCR            | 373          | 1,07         |             |             |  |
|                | Jack Crozet                         | PT             | 134          | 0,38         |             |             |  |
|                | Jean-Marc Véricel                   | IR             | 118          | 0,34         |             |             |  |
|                | David Liabeuf                       | Extrême droite | 67           | 0,19         |             |             |  |
|                | Rolande Bernard                     | PLN            | 57           | 0,16         |             |             |  |
|                |                                     |                |              |              |             |             |  |
| Inscrits       | Inscrits                            | Inscrits       | 56 117       | 100,00       | 56 117      | 100,00      |  |
| Abstentions    | Abstentions                         | Abstentions    | 20 171       | 35,94        | 17 964      | 32,01       |  |
| Votants        | Votants                             | Votants        | 35 946       | 64,06        | 38 153      | 67,99       |  |
| Blancs et nuls | Blancs et nuls                      | Blancs et nuls | 1 078        | 3            | 1 933       | 5,07        |  |
| Exprimés       | Exprimés                            | Exprimés       | 34 868       | 97           | 36 220      | 94,93       |  |

La suppléante de Jean-Michel Dubernard était Chantal Josse, conseillère municipale du 7ème arrondissement, adjointe au maire de Lyon.

### Élections de 2002
| Candidat       | Candidat                            | Parti            | Premier tour | Premier tour | Second tour | Second tour |  |
| Candidat       | Candidat                            | Parti            | Voix         | %            | Voix        | %           |  |
| -------------- | ----------------------------------- | ---------------- | ------------ | ------------ | ----------- | ----------- |  |
|                | Jean-Michel Dubernard sortant réélu | UMP              | 13 904       | 36,38        | 18 487      | 55,32       |  |
|                | Barbara Romagnan                    | PS               | 11 588       | 30,32        | 14 933      | 44,68       |  |
|                | Patricia Chicard                    | FN               | 4 325        | 11,32        |             |             |  |
|                | Patrick Louis                       | Divers droite    | 2 816        | 7,37         |             |             |  |
|                | Véronique Jouve                     | CNIP             | 1 341        | 3,51         |             |             |  |
|                | Karim Helal                         | PCF              | 991          | 2,59         |             |             |  |
|                | Guillaume Floris                    | LCR              | 737          | 1,93         |             |             |  |
|                | Véronique Sanchez                   | Pôle républicain | 560          | 1,47         |             |             |  |
|                | Jacqueline Péraldi                  | LT-LNÉ           | 367          | 0,96         |             |             |  |
|                | Georges Mestres                     | LO               | 322          | 0,84         |             |             |  |
|                | Suzanne Baudry                      | MÉI              | 287          | 0,75         |             |             |  |
|                | Christiane Fayel                    | MNR              | 263          | 0,69         |             |             |  |
|                | Marielle Garcia                     | GÉ               | 150          | 0,39         |             |             |  |
|                | Éric Lafond                         | Divers           | 149          | 0,39         |             |             |  |
|                | Éric Vincent                        | ND               | 143          | 0,37         |             |             |  |
|                | Michel Buisson                      | SÉGA             | 137          | 0,36         |             |             |  |
|                | Déborah Dodge                       | PT               | 76           | 0,2          |             |             |  |
|                | Jean Foyard                         | Divers droite    | 61           | 0,16         |             |             |  |
|                |                                     |                  |              |              |             |             |  |
| Inscrits       | Inscrits                            | Inscrits         | 57 264       | 100,00       | 57 266      | 100,00      |  |
| Abstentions    | Abstentions                         | Abstentions      | 18 598       | 32,48        | 22 813      | 39,84       |  |
| Votants        | Votants                             | Votants          | 38 666       | 67,52        | 34 453      | 60,16       |  |
| Blancs et nuls | Blancs et nuls                      | Blancs et nuls   | 449          | 1,16         | 1 033       | 3           |  |
| Exprimés       | Exprimés                            | Exprimés         | 38 217       | 98,84        | 33 420      | 97          |  |

La suppléante de Jean-Michel Dubernard était Laure Dagorne, conseillère municipale du 7ème arrondissement de Lyon.

### Élections de 2007
| Candidat       | Candidat                      | Parti             | Premier tour | Premier tour | Second tour | Second tour |  |
| Candidat       | Candidat                      | Parti             | Voix         | %            | Voix        | %           |  |
| -------------- | ----------------------------- | ----------------- | ------------ | ------------ | ----------- | ----------- |  |
|                | Jean-Michel Dubernard sortant | UMP               | 16 241       | 40,66        | 18 186      | 48,66       |  |
|                | Jean-Louis Touraine élu       | PS                | 11 131       | 27,87        | 19 190      | 51,34       |  |
|                | Azouz Begag                   | UDF–MoDem         | 5 886        | 14,74        |             |             |  |
|                | Liliane Boury                 | FN                | 1 697        | 4,25         |             |             |  |
|                | Pascale Bonniel-Chalier       | Les Verts         | 1 376        | 3,45         |             |             |  |
|                | Karim Helal                   | PCF               | 957          | 2,4          |             |             |  |
|                | Françoise Chalons             | LCR               | 946          | 2,37         |             |             |  |
|                | Stéphane Labouche             | MPF               | 576          | 1,44         |             |             |  |
|                | Sophie Divry                  | Divers écologiste | 413          | 1,03         |             |             |  |
|                | Sophie Turcano                | Divers            | 253          | 0,63         |             |             |  |
|                | Laurent Négro                 | LT-LNÉ            | 213          | 0,53         |             |             |  |
|                | Georges Mestres               | LO                | 209          | 0,52         |             |             |  |
|                | Saliha Tahir                  | Divers            | 40           | 0,1          |             |             |  |
|                | Liliane Hillereau             | Divers            | 3            | 0,01         |             |             |  |
|                |                               |                   |              |              |             |             |  |
| Inscrits       | Inscrits                      | Inscrits          | 67 341       | 100,00       | 67 334      | 100,00      |  |
| Abstentions    | Abstentions                   | Abstentions       | 27 106       | 40,25        | 29 126      | 43,26       |  |
| Votants        | Votants                       | Votants           | 40 235       | 59,75        | 38 208      | 56,74       |  |
| Blancs et nuls | Blancs et nuls                | Blancs et nuls    | 294          | 0,73         | 832         | 2,18        |  |
| Exprimés       | Exprimés                      | Exprimés          | 39 941       | 99,27        | 37 376      | 97,82       |  |

### Élections de 2012
| Candidat       | Candidat                          | Parti          | Premier tour | Premier tour | Second tour | Second tour |  |
| Candidat       | Candidat                          | Parti          | Voix         | %            | Voix        | %           |  |
| -------------- | --------------------------------- | -------------- | ------------ | ------------ | ----------- | ----------- |  |
|                | Jean-Louis Touraine sortant réélu | PS             | 15 762       | 40,01        | 21 425      | 59,15       |  |
|                | Laure Dagorne                     | UMP            | 10 604       | 26,92        | 14 797      | 40,85       |  |
|                | Jeanne de Carbonnières            | RBM (FN)       | 4 365        | 11,08        |             |             |  |
|                | Eleni Ferlet                      | FG (PG) (PCF)  | 2 781        | 7,06         |             |             |  |
|                | Fanny Dubot                       | EÉLV           | 2 420        | 6,14         |             |             |  |
|                | Céline Bos                        | CpF (MoDem)    | 819          | 2,08         |             |             |  |
|                | Éric Lafond                       | diss. MoDem    | 677          | 1,72         |             |             |  |
|                | Maxime Caminale                   | Divers droite  | 454          | 1,15         |             |             |  |
|                | Sammy Dia                         | Pirate         | 256          | 0,65         |             |             |  |
|                | Éric Curinier                     | Cap21          | 216          | 0,55         |             |             |  |
|                | Martine Souvignet                 | MRC            | 189          | 0,51         |             |             |  |
|                | Laëtitia Chabanole                | PRV            | 163          | 0,41         |             |             |  |
|                | Françoise Chalons                 | NPA            | 153          | 0,39         |             |             |  |
|                | Anne-Marie Chambon                | LO             | 145          | 0,37         |             |             |  |
|                | Michel Dulac                      | CNIP           | 118          | 0,30         |             |             |  |
|                | Marc Chinal                       | MOC            | 81           | 0,21         |             |             |  |
|                | Marina Avenas                     | S&P            | 76           | 0,19         |             |             |  |
|                | Gilles Champion                   | POI            | 60           | 0,15         |             |             |  |
|                | Patrick Jaccrou                   | AR             | 41           | 0,10         |             |             |  |
|                | Valérie Mira                      | AÉI            | 1            | 0,00         |             |             |  |
|                | Philippe Doncourt                 | RIC            | 0            | 0,00         |             |             |  |
|                |                                   |                |              |              |             |             |  |
| Inscrits       | Inscrits                          | Inscrits       | 70 342       | 100,00       | 70 342      | 100,00      |  |
| Abstentions    | Abstentions                       | Abstentions    | 30 662       | 43,59        | 33 204      | 47,2        |  |
| Votants        | Votants                           | Votants        | 39 680       | 56,41        | 37 138      | 52,8        |  |
| Blancs et nuls | Blancs et nuls                    | Blancs et nuls | 289          | 0,73         | 916         | 2,47        |  |
| Exprimés       | Exprimés                          | Exprimés       | 39 391       | 99,27        | 36 222      | 97,53       |  |

### Élections de 2017
|                                                                        |                                                              |                           |                           |                          |                          |
|                                                                        |                                                              | Premier tour 11 juin 2017 | Premier tour 11 juin 2017 | Second tour 18 juin 2017 | Second tour 18 juin 2017 |
|                                                                        |                                                              |                           |                           |                          |                          |
|                                                                        |                                                              | Nombre                    | % des inscrits            | Nombre                   | % des inscrits           |
| Inscrits                                                               | Inscrits                                                     | 72 020                    | 100,00                    | 72 021                   | 100,00                   |
| Abstentions                                                            | Abstentions                                                  | 33 607                    | 46,66                     | 39 967                   | 55,49                    |
| Votants                                                                | Votants                                                      | 38 413                    | 53,34                     | 32 054                   | 44,51                    |
|                                                                        |                                                              |                           | % des votants             |                          | % des votants            |
| Bulletins blancs                                                       | Bulletins blancs                                             | 321                       | 0,84                      | 1 972                    | 6,15                     |
| Bulletins nuls                                                         | Bulletins nuls                                               | 113                       | 0,29                      | 682                      | 2,13                     |
| Suffrages exprimés                                                     | Suffrages exprimés                                           | 37 979                    | 98,87                     | 29 400                   | 91,72                    |
|                                                                        |                                                              |                           |                           |                          |                          |
| Candidat Étiquette politique (partis et alliances)                     | Candidat Étiquette politique (partis et alliances)           | Voix                      | % des exprimés            | Voix                     | % des exprimés           |
|                                                                        |                                                              |                           |                           |                          |                          |
|                                                                        | Jean-Louis Touraine (député sortant) La République en marche | 16 271                    | 42,84                     | 17 595                   | 59,85                    |
|                                                                        | Pascal Le Brun La France insoumise                           | 6 030                     | 15,88                     | 11 805                   | 40,15                    |
|                                                                        | Nora Berra Les Républicains                                  | 4 987                     | 13,13                     |                          |                          |
|                                                                        | Fanny Dubot Europe Écologie Les Verts (Parti socialiste)     | 4 204                     | 11,07                     |                          |                          |
|                                                                        | Michel Dulac Front national                                  | 2 334                     | 6,15                      |                          |                          |
|                                                                        | Fanny Lucius Parti communiste français                       | 794                       | 2,09                      |                          |                          |
|                                                                        | Christophe Geourjon Union des démocrates et indépendants     | 735                       | 1,94                      |                          |                          |
|                                                                        | Olivier Mayer Divers (#MaVoix)                               | 580                       | 1,53                      |                          |                          |
|                                                                        | Nathalie Dehan Divers (Parti animaliste)                     | 480                       | 1,26                      |                          |                          |
|                                                                        | Corinne Ferretti Debout la France                            | 426                       | 1,12                      |                          |                          |
|                                                                        | Éric Lafond Divers (Mouvement 100 %)                         | 351                       | 0,92                      |                          |                          |
|                                                                        | Gaëlle Navarranne Divers droite (Parti chrétien-démocrate)   | 279                       | 0,73                      |                          |                          |
|                                                                        | Vincent Ollion Divers (Union populaire républicaine)         | 250                       | 0,66                      |                          |                          |
|                                                                        | Nadia Bouhami Lutte ouvrière                                 | 218                       | 0,57                      |                          |                          |
|                                                                        | Marc Chinal Divers (Collectif de l'après-monnaie)            | 40                        | 0,11                      |                          |                          |
|                                                                        | Lérie Nicolaï Régionaliste                                   | 0                         | 0,00                      |                          |                          |
| Source : Ministère de l'Intérieur - Troisième circonscription du Rhône |                                                              |                           |                           |                          |                          |

### Élections de 2022
| Résultats des élections législatives des 12 et 19 juin 2022 de la 3e circonscription du Rhône |                          |                          |                          |              |              |             |             |
| Candidat                                                                                      | Candidat                 | Parti et coalition       | Nuance                   | Premier tour | Premier tour | Second tour | Second tour |
| Candidat                                                                                      | Candidat                 | Parti et coalition       | Nuance                   | Voix         | %            | Voix        | %           |
|                                                                                               | Marie-Charlotte Garin    | EELV (NUPES)             | NUP                      | 17 767       | 43,39        | 21 105      | 54,79       |
|                                                                                               | Sarah Peillon            | LREM (ENS)               | ENS                      | 11 681       | 28,51        | 17 416      | 45,21       |
|                                                                                               | Béatrice de Montille     | LR (UDC)                 | LR                       | 3 403        | 8,30         |             |             |
|                                                                                               | Gérard Vollory           | RN                       | RN                       | 2 983        | 7,28         |             |             |
|                                                                                               | Olivier Delucenay        | REC                      | REC                      | 1 841        | 4,49         |             |             |
|                                                                                               | Jean-François Auzal      | PRG                      | RDG                      | 969          | 2,36         |             |             |
|                                                                                               | Valérie Ramos            | EAC                      | ECO                      | 719          | 1,75         |             |             |
|                                                                                               | Nicolas Todorovix        | E                        | ECO                      | 584          | 1,43         |             |             |
|                                                                                               | Nadège Guillaumont       | PA                       | ECO                      | 380          | 0,93         |             |             |
|                                                                                               | Jean-Noël Dudukdjian     | LO                       | DXG                      | 261          | 0,64         |             |             |
|                                                                                               | Alexis Geffrault         | UDMF                     | DIV                      | 153          | 0,37         |             |             |
|                                                                                               | Anaïs Barrallon          | NPA                      | DXG                      | 148          | 0,36         |             |             |
|                                                                                               | Marc Chinal              | NF                       | DIV                      | 87           | 0,21         |             |             |
|                                                                                               |                          |                          |                          |              |              |             |             |
| Votes valides                                                                                 | Votes valides            | Votes valides            | Votes valides            | 40 976       | 99,06        | 38 521      | 95,98       |
| Votes blancs                                                                                  | Votes blancs             | Votes blancs             | Votes blancs             | 296          | 0,41         | 1152        | 2,87        |
| Votes nuls                                                                                    | Votes nuls               | Votes nuls               | Votes nuls               | 94           | 0,13         | 462         | 1,15        |
| Total                                                                                         | Total                    | Total                    | Total                    | 41 366       | 100          | 40 135      | 100         |
| Abstention                                                                                    | Abstention               | Abstention               | Abstention               | 31 076       | 42,90        | 32 322      | 44,61       |
| Inscrits / participation                                                                      | Inscrits / participation | Inscrits / participation | Inscrits / participation | 72 442       | 57,10        | 72 442      | 55,39       |

### Elections de 2024
|                          | Marie-Charlotte Garin    | LÉ (NFP)                 | NFP                      | 27 736 | 51,51 |  |  |
|                          | Clara Eynault-Lassalle   | RE                       | RE                       | 11 557 | 21,46 |  |  |
|                          | Clotilde Morin           | RN                       | RN                       | 7 938  | 14,74 |  |  |
|                          | Béatrice de Montille     | LR                       | LR                       | 4 464  | 8,29  |  |  |
|                          | Éric Lafond              | R&PS                     | REG                      | 688    | 1,28  |  |  |
|                          | Léo Bourret              | Verts démocrates         | ECO                      | 501    | 0,93  |  |  |
|                          | Marie Rilly              | REC                      | REC                      | 486    | 0,90  |  |  |
|                          | Jean-Noël Dudukdjian     | LO                       | LO                       | 260    | 0,48  |  |  |
|                          | Anaïs Barrallon          | NPA                      | NPA                      | 141    | 0,26  |  |  |
|                          | Marc Chinal              | Notre futur              | DIV                      | 71     | 0,13  |  |  |
|                          |                          |                          |                          |        |       |  |  |
| Votes valides            | Votes valides            | Votes valides            | Votes valides            | 53 842 | 98,90 |  |  |
| Votes blancs             | Votes blancs             | Votes blancs             | Votes blancs             | 426    | 0,78  |  |  |
| Votes nuls               | Votes nuls               | Votes nuls               | Votes nuls               | 172    | 0,32  |  |  |
| Total                    | Total                    | Total                    | Total                    | 54 440 | 100   |  |  |
| Abstention               | Abstention               | Abstention               | Abstention               | 16 382 | 23,13 |  |  |
| Inscrits / participation | Inscrits / participation | Inscrits / participation | Inscrits / participation | 70 822 | 76,87 |  |  |

## Nombre d'inscrits et exprimés aux élections
| Élections           | Votants | Exprimés |
| ------------------- | ------- | -------- |
| Présidentielle 1995 | 58 842  | 44 952   |
| Législatives 1997   | 56 117  | 34 868   |
| Régionales 1998     | 55 905  | 28 107   |
| Européennes 1999    | 46,9    | 45,5     |
| Présidentielle 2002 | 56 742  | 41 990   |
| Legislatives 2002   | 57 264  | 38 217   |